# ХК СКА
ХК СКА је професионални хокејашки клуб из Санкт Петербурга, Русија. Клуб је основан 1946. године, а од сезоне 2008/09. такмичи се у КХЛ лиги (Западна Конференција, дивизија Боброва). Домаће мечеве клуб игра у дворани Ледени дворац у Санкт Петербургу, капацитета 12.300 места.

## Историјат
Клуб је основан 1946. године као „Д. О. имена С. М. Кирова“. У првенствима Совјетског Савеза клуб није забележио неке значајније резултате. У оквиру шампионата Русије највећи успех је остварен у сезони 2007/08. када су такмичење завршили на 6. месту у лигашком делу сезоне. У доигравању су успели да победе екипу московског Спартака са укупно 3:2 (у победама), да би у 1/4 изгубили од каснијих шампиона Локомотиве из Јарославља са 1:3.
Од сезоне 2008/09. клуб се такмичи у КХЛ лиги. На крају регуларног дела те сезоне ХК СКА је освојио треће место у Западној дивизији, односно укупно 8. место у лиги. Међутим већ у првом колу доигравања испали су од Спартака из Москве са убедљивих 0:3. Наредне сезоне у доигравање су кренули са 2. позиције у лиги, и опет је прво коло доигравања било непремостива препрека. Динамо из Риге је славио са убедљивих 1:3 у серији.
Од 2009. године клуб је у власништву компаније Гаспромњефт.

### Највећи успеси
- Побједник Гагарин купа 2014/2015, 2016/2017
- Бранилац медаље Гагарин купа 2012/2013, 2017/2018, 2018/2019
- Шампион Русије 2016/2017
- Куп континената 2012/2013, 2017/2018
- Бронзана медаља на првенству Совјетског Савеза у сезонама 1970/71. и 1986/87.
- Финале Купа Совјетског Савеза 1968. и 1971.
- Четири титуле победника Шпенглеровог Купа 1970, 1971, 1977. и 2010. године

## Играчки кадар
Састав екипе на дан 9. септембар 2011. године
| Голмани  |              |                        |                     |
| Број     | Националност | Име                    | Годиште             |
| 37       | Русија       | Максим Соколов         | 27. мај 1972.       |
| 31       | Чешка        | Јакуб Штепанек         | 20. јун 1986.       |
| Одбрана  |              |                        |                     |
| Број     | Националност | Име                    | Годиште             |
| 2        | Русија       | Јуриј Александров      | 24. јун 1988.       |
| 5        | Русија       | Виталиј Вишњевски      | 18. март 1980.      |
| 73       | Русија       | Денис Гребешков        | 11. октобар 1983.   |
| 6        | Русија       | Денис Денисов          | 31. децембра 1981.  |
| 7        | Русија       | Дмитриј Калинин        | 22. јул 1980.       |
| 4        | Русија       | Кирил Кољцов           | 1. фебруар 1983.    |
| 47       | Русија       | Алексеј Петров         | 1. фебруар 1983.    |
| 52       | Русија       | Алексеј Симјонов       | 10. април 1981.     |
| Нападачи |              |                        |                     |
| Број     | Националност | Име                    | Годиште             |
| 19       | Русија       | Фјодор Фјодоров        | 11. јун 1981.       |
| 41       | Норвешка     | Патрик Торесен         | 7. новембар 1983.   |
| 17       | Русија       | Вјачеслав Солодухин    | 31. јул 1988.       |
| 39       | Русија       | Максим Рибин           | 16. јун 1981.       |
| 11       | Чешка        | Петр Пруха             | 14. септембар 1982. |
| 13       | Русија       | Иван Непрјајев         | 4. фебруар 1982.    |
| 9        | Шведска      | Тони Мортенсон         | 23. јун 1980.       |
| 25       | Русија       | Игор Макаров           | 19. септембар 1987. |
| 78       | Русија       | Алексеј Кручинин       | 9. јун 1991.        |
| 42       | Русија       | Антон Корољов          | 26. јануар 1988.    |
| 83       | Русија       | Глеб Клименко          | 28. јул 1983.       |
| 80       | Шведска      | Матијас Веинхандл      | 1. јун 1980.        |
| 61       | Русија       | Максим Афиногенов      | 4. септембар 1979.  |
| 44       | Русија       | Јевгениј Артјухин      | 4. април 1983.      |
| 15       | Русија       | Александр Кучеравјенко | 27. август 1987.    |

## Дворана
У шампионату Русије клуб је своје мечеве на домаћем терену играо у дворани Јубилејњи, капацитета 7.012 места, док у КХЛ лиги наступају у Леденом Дворцу капацитета 12.300 места.
Занимљиво је да је утакмица против Ак Барса играна 12. октобра 2009. у Сименс арени у Вилњусу уместо у Санкт Петербургу јер је у то време дворана била заузета. Такође је и меч против Спартака од 23. децембра 2010. игран у Давосу (Швајцарска) јер су оба тима у то време учествовала на Шпенглеровом купу.